# Femeie blondă cu sânii dezgoliți
Femeie blondă cu sânii dezgoliți este o pictură în ulei pe pânză din 1878 a pictorului francez Édouard Manet. Acum se află în Musée d'Orsay din Paris. Contrar titlului său, pictură prezintă o brunetă.